# Simon Shaw (écrivain)
Pour les articles homonymes, voir Shaw et Simon Shaw (homonymie).
Simon Shaw, né le 19 août 1956, est un acteur, un journaliste et un auteur britannique de roman policier.

## Biographie
Il fait des études supérieures à l’Université de Cambridge avant de s’inscrire à l'École d'Art dramatique de l'Old Vic Theatre de Bristol. Acteur professionnel à partir de 1979, il joue dans plusieurs pièces de répertoire sur des scènes du West End de Londres, mais également dans des productions de théâtre expérimental et participe à quelques émissions de télévision.
Il amorce sa carrière littéraire en 1988 avec la publication d'un roman policier intitulé Un meurtre peu convenable, le premier d’une série ayant pour héros le comédien de théâtre Philip Fletcher. L'œuvre remporte un tel succès que Simon Shaw abandonne son métier d’acteur pour se consacrer à l’écriture. Il fait ensuite paraître cinq autres titres dans cette série non dénuée d'humour, à laquelle il met fin en 1997.
Il est aussi l’auteur d’un roman noir humoristique, Killer Cinderella (1990), et, depuis l’an 2000, d'une nouvelle série policière qui met en scène Grace Cornish, une détective privée londonienne.
Simon Shaw, qui vit à Londres, est rédacteur-adjoint pour le magazine culturel The Week et chroniqueur pour The Mail on Sunday, un journal de conservateur de droite.

## Œuvre

### Romans

#### SériePhilip Fletcher
- Murder Out of Tune (1988) Publié en français sous le titre Un meurtre peu convenable, Paris, Librairie des Champs-Élysées, Le Masque no 2462, 2001
- Bloody Instructions (1991)
- Dead for a Ducat (1992)
- The Villain of the Earth (1994) Publié en français sous le titre Le Scélérat de la terre, Paris, Librairie des Champs-Élysées, Le Masque no 2441, 2000
- The Company of Knaves (1996)
- Act of Darkness (1997)

#### SérieGrace Cornish
- Killing Grace (2000)
- Selling Grace (2001)

#### Autre roman
- Killer Cinderella (1990)